# Kościół św. Józefa w Krajence
Kościół św. Józefa w Krajence – rzymskokatolicki kościół filialny w mieście Krajenka. Stoi w centrum tamtejszego rynku.

## Historia
Obiekt wybudowano w latach 1846-1847 jako miejski zbór ewangelicki. Zbudowano go według planów Karla Friedricha Schinkla. Architektonicznie reprezentuje styl arkadowy, czyli Rundbogenstil, będący odmianą neoromanizmu. Obiekt ocalał ze zniszczenia rynku, dokonanego przez Armię Czerwoną i po zakończeniu II wojny światowej stał się filialnym kościołem katolickim parafii św. Anny. 

## Architektura
Budynek na planie prostokąta, z czerwonej cegły, kryty dwuspadowym dachem z blachy. Masywna wieża z zegarem wzniesiona została na planie czworoboku. Ujęta po obu stronach niższymi od korpusu aneksami z osobnymi dwuspadowymi dachami. Duże okna nawy (po cztery z każdej strony) zamknięte są półkoliście. Prezbiterium wydzielone jest łukiem tęczowym – wisi weń jedynie obraz Jezusa Miłosiernego. Nad wejściem i po obu bokach kościoła umieszczony jest chór muzyczny oparty na drewnianych słupach. W wieży kościoła wiszą trzy dzwony, a w kruchcie cztery obrazy na płótnie przedstawiające czterech ewangelistów.